# プリンセスVer.1
『プリンセスVer.1』（プリンセスバージョンワン）は、宮脇ゆきのによる日本の漫画作品である。

## 概要
宮脇ゆきの第11シリーズ目の作品で、『ちゃお』（小学館）にて2003年4月号から2004年8月号まで連載された。他に番外編として「茉莉乃のドキドキお風呂大作戦」を『ちゃおデラックス』2003年11月25日号に、「メイクで大人に変身」を『ちゃお』2003年11月号別冊付録に収録している。また2003年9月号付録としてドラマCD「ドキドキおふろ大作戦!?」が収録された。
親戚から無理矢理結婚を迫られ家出を決意した少女が女子禁制の男子寮に紛れ込んでしまい、そこで出会った男子生徒との関係を綴った作品である。

## 登場人物
声の項はドラマCD版の担当声優。
宝城 茉莉乃（ほうじょう まりの）
声：豊口めぐみ
主人公。15歳。叔母の家に預けられていたが、16歳になったら会ったこともない男と結婚することを強要され家出する。家出中男子寮に迷いこみ、悠と出会う。彼女は昔のことを覚えていないが、実はお金持ちの家のお嬢様であり、悠の家は宝城家に仕える執事であった。悠のことが好き。素直で聞き分けが良いが内気である。
初めは悠を含む4人の協力者以外には内緒で男子寮に住んでいたが、婚約者事件解決後は寮生公認の存在になる。
高月 悠（たかつき ゆう）
声：櫻井孝宏
男子寮の一員。管理人の息子で、茉莉乃は覚えていないが、彼女とは幼馴染。ぶっきらぼうだが、意外と優しい面を持つ。茉莉乃に対して冷たく厳しい態度をとることが多いが、その反面で彼女のことを必死で守ろうとする。
千早（ちはや）
声：柿原徹也
悠の親友で、編んだ長髪が特徴の男子寮の一員。明るく気さくな性格。髪を下ろすと女性に見えるため、それを用いた変装をすることが多かったが、茉莉乃が悠に振られて忘れるために髪を切ろうとしたとき、代わりに自分の髪を切る。そのため物語後半はセミロングである。密かに茉莉乃に好意をいだいており、中盤で付き合うことになるが、最終的に別れることになる。それに乗じて単行本第3巻巻末に裏プリワンと銘打ちブリリアントな魔法の響に愚痴をこぼすコマが描かれている。
聖（さとる）
声：宮田幸季
悠・千早の友人であり、前半では茉莉乃を匿う協力者の一人。フルートやバイオリンの名手である。
実は茉莉乃の婚約者候補のひとり。兄に比べると力尽くな真似はしないが眠らせてさらったり、パーティで婚約を発表しようとしたりと意外と強引な面があり、精神的に追い込むタイプ。事件解決後はちゃっかり友人の輪に戻っていた。
聖の兄
茉莉乃の婚約者候補の一人。聖に比べて力尽くで肉体的な方法で茉莉乃を手に入れようとし、いきなり部屋に押し入り茉莉乃を襲ったり、首筋にキスマークを付けたりと肉体関係に陥り、茉莉乃に深いトラウマを残した。
武流（たける）
声：鈴村健一
典型的な女嫌い。茉莉乃のことを痴女扱いしていた。
悠の父
声：園部啓一
悠たちが在籍する寮の管理人。かつては宝城家に仕える執事であり、茉莉乃が乱入したことに対し宝城家の跡継ぎであると歓迎した。ギャグキャラのような面がある一方できびしいところもあり、悠に執事と主人の関係をわきまえるように言い聞かせている。茉莉乃の秘密を知っているらしい。